# Mark (identificador)
La palabra mark, seguida por un número, es un método de designación de una versión de un producto. Además de ello, su abreviatura como Mk o M, se utiliza como una marca de medida de altura o progreso.
La clase de productos que usa la convención de versión varía ampliamente en complejidad. Este marcado se asemeja al señalamiento de la versión del software: 1.0+ (1.1, 1.12, 2.0, 3.0, etc.), una convención a menudo utilizada para designar liberaciones de producto de software generales, y esquemas de controles de versión.
Por metonimia, mark se emplea para definir un nivel de desarrollo determinado; por ello a señalamientos como "Mark I", "Mark II", "Mark III", "Mark IV", etc. también se utilizan como nombres propios tanto de productos como de personas (por ejemplo, en la repetición del mismo nombre en una cadena sucesoria monárquica).

## Aplicación
Mark refiere a una marca en el plato de modificación de un sistema, componente o máquina.  Los platos de modificación suelen identificar qué cambios o arreglos ya han sido aplicados al dispositivo en la fábrica o por un/a técnico/a.

## Ejemplos

### Informática
- Harvard Mark I, primer ordenador electromecánico
- Mark 8 - minicomputer, un ordenador basado en "kit" en 1974

### Uso en el sector musical
- Rhodes Piano — Mark I, Mark II
- Telharmonium, un instrumento musical electrónico temprano, Mark I a III
- Elektron Máquinas de música — Mk #II versiones del Monomachine sintetizador y el Machinedrum máquina de tambor

### Fotografía
- serie Canon EOS-1D  — 1Ds Mk II, 1D Mk III, 1Ds Mk III, etc.
- serie Sony Alpha 7 - ILCE-7SM3, ILCE-9M2, ILCE-7RM4, etc.

Por ejemplo, en este caso, Canon utiliza un tipo de abrevitura (Mk), mientras que Sony emplea M; diferentes formas de utilizar la designación mark.
- Datos: Q1858996